# 漢羌戰爭
汉羌战争為东汉与西羌之间的举国决战，在西羌称帝后规模更大更为惨烈，前後历时百年。第一次从公元77年至101年，第二次公元107年至118年，第三次公元139年至145年，第四次公元159年至169年，第五次公元184年至214年。由于西羌的内迁，和河西走廊、陇西当地的汉人时常发生冲突。最初，西北的地方官被指多数都残酷苛暴，导致西羌反抗此起彼伏，西羌人屠杀汉朝人，西羌人在东汉取代了北匈奴成为汉朝第一外患，西北地区尤其是关中多次沦为战场，汉长陵等陵园直接暴露在羌人的进攻矛头下，羌人还曾一度兵进至山西河东。不但如此，刚崛起的鲜卑、南匈奴亦不时起兵南下，战乱波及关中、陕北、陕南等地。此战之后，使得关中更加荒芜，成了羌、氐、匈奴、拓跋等族的混杂区，东汉西北人口大量内迁，导致河套以南地区也成了“羌胡区”。关中地区的经济、人口一直等到北周时期才逐渐复苏。唯一幸免战乱的西北地区是凉州西部，尤其是敦煌、酒泉和张掖等郡在战争时相对稳定，此地是后来张氏前凉的根据地。

## 背景
羌在汉武帝时期被封闭在青海湖到西宁湟源县湟中县一线。“初开河西，列置四郡（河西四郡），通道玉门，隔绝羌胡，使南北不得交关。……羌乃去湟中，依西海、盐池左右。”汉宣帝时代羌汉军事对峙线在兰州，“遂寇金城。”汉光武帝时代羌汉军事对峙线在从西宁到兰州一线来回拉锯。本居住在黄河以北的大允谷（今青海省贵德）的烧当羌，其首领滇良联合其他诸羌，击败了先零羌，夺得了大榆中地。烧当羌因此开始强大，在新莽末年、更始帝、隗嚣时期，不断侵入边郡，甚至深入内地。滇良死后，儿子滇吾继立。滇吾继位后，该部落日趋强盛。

## 过程

### 烧当（羌称帝前）
57年秋，滇吾率部入侵陇西郡，在允街击败陇西郡太守刘盱。原来在陇西郡为汉朝守卫边疆的西羌人全部反汉。刚刚即位的汉明帝诏命谒者张鸿率兵讨伐西羌人。张鸿在允吾县被打败，全军覆没。十一月，汉明帝又派中郎将窦固与捕虏将军马武率领四万兵众讨伐西羌人。
58年七月，马武等打败烧当羌，其他造反的羌人部落悉数投降或者逃散。滇吾第二年投降，亲自朝见汉明帝，护羌校尉戴成将滇吾译成滇吾、滇岸两名，说当初是滇吾与他弟弟滇岸，代承志率部入侵陇西郡，称两豪归降。汉明帝得知实情后，将他免官。滇吾死后，其子东吾、迷吾继立。
77年，安夷县（今青海省乐都），有个官吏强抢西羌人妇女为妻，被那个妇女的丈夫所杀。安夷县长宗延追捕凶手，直至塞外。该部落的羌人害怕受罚，就一起杀掉宗延，联合勒姐、吾良两个部落叛变。于是，迷吾便率各部一同造反，击败金城郡太守郝崇。汉章帝命武威郡太守傅育为护羌校尉。迷吾联合封养部落共五万余人，进攻陇西郡、汉阳郡。八月，汉章帝派行车骑将军马防和长水校尉耿恭率领北军的越骑、屯骑、步兵、长水、射声等五校兵以及各郡的弓弩手，共三万人，讨伐西羌人。马防等人的部队在冀县（今甘肃省天水）时，大败西羌人，斩俘四千余人，于是临洮解围。迷吾逃走。
86年，他和弟弟号吾侵扰陇西郡，号吾被生擒。陇西郡太守张纡将号吾放走，号吾将自己的属军解散，迷吾退居到黄河以北的归义城。护羌校尉傅育想挑拨西羌人与小月氏互相争斗。西羌人与小月氏获悉傅育的企图，于是反叛出塞，依附迷吾。
87年三月，傅育派遣三千精锐骑兵追击，在三兜谷中伏兵，傅育及其部下将士八百八十人阵亡。章帝命陇西郡太守张纡为护羌校尉，在木乘谷打败西羌兵，迷吾表示投降，张纡接受。张纡在临羌接待迷吾，宴会上，张纡下毒酒毒死迷吾，伏兵杀死羌酋八百余人。迷吾子迷唐继立，实力更加强盛。
88年，大臣推举原张掖太守邓训取代张纡任护羌校尉。迷唐率骑兵一万，先攻打臣服汉朝的小月氏。一些官员认为，羌与胡互相攻击，对汉朝有利。邓训说，张纡失信，使羌人各部反叛，我们应该以恩德相待小月氏人，使其能为我所用。下令打开城门，接纳小月氏人的妻子儿女。羌兵无获，于是撤离。因此，湟中地区的小月氏都敬服邓训。邓训再招降西羌各部，迷唐的叔父号吾，率本部八百户前羌人依附汉朝。邓训以四千军队出塞，在写谷打败迷唐，迷唐撤离出大、小榆谷，到颇岩谷。
89年春，迷唐打算回到大、小榆谷。邓训命长史任尚率领湟中的六千兵士，袭击败迷唐，斩杀一千八百余人，俘虏二千人，缴获马牛羊三万余头，使迷唐遭到重大打击。迷唐收集余部，西迁一千余里，东吾的儿子东号前来归降。
97年，迷唐率众八千人犯陇西郡，加上其他西羌人部落，共三万人步骑兵，打败了陇西郡兵，杀死大夏县长王超宇
。汉和帝派遣刘尚，小辫子代征西将军，越骑校尉为副，率三万汉、羌、小月氏兵行讨伐。迷唐逃到临洮之南。刘尚在高山大败迷唐军，斩俘一千余人。迷唐后来也使汉军死伤惨重，汉军不能再追，于是回师。
99年，在谒者耿谭的计划下，迷唐投降汉朝，到京城洛阳朝见。这时候迷唐的残部已不足两千，因饥饿穷困，全部迁入到金城。汉和帝命迷唐率部返回大、小榆谷。因汉朝修筑了河桥，大、小榆谷已经不安全，迷唐以部众饥饿为托词，不肯远行。护羌校尉吴祉赐给迷唐许多金帛，让他购买谷物和牲畜，以求早日出塞。但西羌人认为朝廷又有阴谋。于100年，迷唐再度反叛，攻杀抢掠。
101年，迷唐率兵回到赐支河曲，接近汉朝边塞。侯护羌校尉周鲔和金城太守霸，率兵三万，打败迷唐，烧当羌瓦解，六千余人投降，迷唐越过赐支河源头远逃，投靠发羌。多年以后，迷唐病死，他的儿子来隆前来归降，部众已不足数十户。
总地来说东汉初年羌汉军事对峙线在今天京藏高速公路偏向西宁一带拉锯，期间羌汉杂居，时有冲突，临羌县是汉羌军事对峙线最前沿。

### 先零（羌称帝后）
107年，汉朝征发西羌人屯戍西域，西羌人不满，大举逃亡。东号的儿子麻奴兄弟因此与本部一同西行出塞。而滇零与钟羌各部落则深入河西走廊边郡大肆抢掠，阻截了陇道。汉朝派车骑将军邓骘、征西校尉任尚率军五万伐西羌，结果失利。
108年，滇零在北地郡称帝，招集武都郡参狼羌，和在上郡、西河郡的杂羌，切断陇道，进攻掠夺三辅，并南下进入益州刺史部，杀死汉中郡太守董炳。次年（109年），当煎、钟羌、勒姐诸羌进攻临洮。
羌称帝后，羌汉形势发生巨变。羌人第一次攻入甘肃东南部。长安开始戒严，“置京兆虎牙都尉于长安，扶风读为于雍。”也就是在这个时候，羌汉军事对峙线发展到长安一带，而一部分羌军已经攻入山西上党，而甘肃省西部已经不再属于东汉。差不多在这个时候，甘肃战场与宁夏打通，羌人和匈奴可以直接联系了。
110年，滇零遣兵寇褒中，汉中太守郑勤移屯褒中，来抵抗西羌军。
111年，先零羌攻打河内郡（河南武陟），洛阳震动。长安一带被羌人破坏殆尽。陇西、陕北诸郡，都被迁移到内地。朝廷决定放弃陇西，被大臣劝阻。
112年，滇零病死，他的儿子零昌继位。零昌年龄还小，同族的狼莫为他出主意，任命杜季贡为将军，分兵驻扎到丁奚城。
113年，牢羌在安定郡与侯霸交战。114年，西羌掳掠武都、汉中二郡，返回与零昌会合。先零、多号被侯霸、马贤在枹罕（今甘肃临夏）打败。
115年，先零羌与中郎将尹就在益州刺史部交战。
116年五月廿五，度辽将军邓遵率领南匈奴单于，在灵州进攻零昌，斩杀八百余人。十二月十二，任尚派兵在北地进攻零昌，杀死零昌的妻子儿女，焚烧他们的住舍，将七百余人斩首。
117年九月，护羌校尉任尚又收买效功羌人号封，刺杀了零昌。朝廷封号封为羌王。十二月廿五，任尚与骑都尉马贤在富平县大败狼莫的羌军，斩杀五千人，狼莫逃走。于是西河郡的西羌部落虔人部一万人前往度辽将军邓遵处归降，陇右郡县平定。
118年，度辽将军邓遵收买上郡羌雕何刺杀了狼莫，朝廷将雕何封为羌侯。
其后任尚、邓遵、马贤时代，羌人稍弱，东汉開始收復甘肃东部
120年六月，护羌校尉马贤率领一万兵众，在张掖讨沈氐羌，斩杀一千八百人，俘虏一千余人。烧当羌、听说在马贤大军已经返回金城郡，与烧何部进攻张掖郡，杀害官吏。121年，烧当羌的忍良等人，不满马贤对麻奴兄弟的待遇，率部落侵犯湟中、金城郡。八月，马贤率领先零羌回击，牧马场交战，汉军未能取胜。麻奴等又进攻武威。马贤招抚引诱，迫使麻奴南返湟中。122年，马贤追击麻奴至湟中，大败西羌军，麻奴部下逃散。麻奴困窘，率部投降汉阳郡太守耿种。124年，麻奴去世，他的弟弟犀苦继位。

### 汉羌决战
漢順帝永和五年（140年），种羌等進攻金城郡，与西塞及湟中杂种羌胡又進攻三輔，杀害官吏。朝廷懲罰了並州刺史来机、凉州刺史刘秉，任命马贤出任征西将军，骑都尉耿叔出任副職，讓他們率領左右羽林、五校士及各州郡兵十万人駐扎汉阳。永和六年（141年），馬贤部隊戰败，馬贤及其二子均陣亡。

## 尾声
汉桓帝时代，在张奂（字然明）、皇甫规（字威明）、段颎（字纪明）三将（号称“凉州三明”）的镇压下，在杀死数万西羌人之後，羌乱终于接近尾声。段颎曾估計永初年間開始的羌亂耗費朝廷二百四十亿，永和末年的羌亂耗費朝廷八十多億。后来汉灵帝、汉献帝时期，马腾、韩遂、宋建等人夺取了羌人军队的领导权，羌人反而被边缘化。特别是马腾母系是羌人，以马腾、韩遂为代表的部队在汉羌之间骑墙。董卓也是依靠对西羌人作战崛起为汉军重要将领，即便如此，董卓在对西羌的作战中一度败退到了长安附近扶风地区。
曹操掌权后，马腾依附曹操，留子马超统兵。后来曹操发兵关中，韩遂、宋建被平定，马超出奔。

### 引用
1. ↑  谭其骧，何以黄河在東漢以後會出現一個長期安流的局面，學術月刊，1962年第2期。
2. ↑  王勖，东汉羌汉战争动因新探，中国边疆史地研究，2008年2期。
3. 1 2 3 4  东汉书西羌传
4. ↑  .   [2022-11-23]. （原始内容存档于2022-11-23）.